# Źli chłopcy
Źli chłopcy (ang. Angry Boys, 2011) – australijski paradokumentalny serial komediowy stworzony przez Chrisa Lilleya.
Światowa premiera serialu miała miejsce 11 maja 2011 roku na antenie ABC1. Ostatni odcinek serialu został wyemitowany 27 lipca 2011 roku. W Polsce serial nadawany jest na kanale HBO Comedy.

## Opis fabuły
Serial opowiada o losach 17-letnich bliźniaków, Nathana i Daniela, którzy wychowują się na małej australijskiej farmie.

## Obsada
- Chris Lilley –
  - Nathan Sims,
  - Daniel Sims,
  - Blake
- Deborah Jones – Kerry
- Greg Fairall – Steve
- Liam Keltie – Tyson
- Sarah Sutherland – Kareena
- Samuel Cooke – Jamie
- Virginia Cashmere – Julia
- Thomas Baxter – Black Daniel
- Ryan Anderson – Jayden
- Alison Roy – Penny
- Clyde Boraine – Danthony

i inni